# God: The Failed Hypothesis
God: The Failed Hypothesis es un superventas de 2007 escrito por el científico Victor J. Stenger quien argumenta como no existe evidencia alguna de la existencia de ninguna deidad, así como que la existencia de dios, si no imposible, es ciertamente improbable.
David Ludden de la revista Skeptic escribió: «Stenger presenta la evidencia de la cosmología, la física de partículas y la mecánica cuántica mostrando que el universo aparece exactamente como sería si no existiese un creador».
Damien Broderick escribe en The Australian: «Stenger ofrece una respuesta a esa pregunta profunda sobre el cosmos, antagonista por igual a la superstición, lo paranormal y las religiones, arquetípicas o nuevas. Rechaza la acomodación educada que pide Stephen Jay Gould quien opina que ciencia y religión no pueden entrar en conflicto al ser 'magisteria' que no se solapa».